# Производящее хозяйство
Производя́щее хозя́йство — хозяйство, где основным источником существования являются выращиваемые культурные растения и домашние животные. При переходе от присваивающего хозяйства к производящему общество перешло от охоты и собирательства к скотоводству и земледелию. Это был сложный и длительный процесс, который начался в древнейших очагах (центрах) 12 — 10 тыс. лет назад, когда возникли различные центры одомашнивания животных и растений. Лишь соединение растениеводства со скотоводством стало решающим моментом в развитии хозяйства. Повысилась производительность труда и появилась возможность накопления избыточного продукта: у земледельцев — зерна, у ранних животноводов — скота. С развитием земледелия (особенно ирригационного) и подвижного скотоводства постепенно возникает социальное расслоение, раннеклассовые отношения, в частности рабовладельческие и феодальные. Появились городские торговые центры, ремесло отделилось от сельского хозяйства, увеличился обмен между разными этносами и историко-культурными регионами, сформировались различные хозяйственно-культурные типы как на основе ручного труда в земледелии, так и на основе использования тягловой силы скота при обработке полей, что явилось следующим важным этапом в хозяйственно-культурном развитии человечества.